# Leptochilus minor
Leptochilus minor är en stensöteväxtart som beskrevs av Fée. Leptochilus minor ingår i släktet Leptochilus och familjen Polypodiaceae. Inga underarter finns listade.